# Гиголаев, Вадим
Вадим Гиголаев (фр. Vadim Guigolaev; 15 июня 1979, c. Хумалаг, Правобережный район, Северо-Осетинская АССР, РСФСР, СССР) — российский, а затем французский борец вольного стиля, призёр чемпионата Европы.

## Карьера
В 1995 году стал чемпионом мира среди кадетов. В июле 1996 года в Софии одержал победу на чемпионате Европы среди юниоров. В 2000 году Гиголаев по совету тренера Вячеслава Багаева уехал во Францию, где он тренировался в Баньоле, побеждал в национальных чемпионатах и турнирах. В 2004 году стал выступать под флагом Франции. Он был победителем чемпионата Франции в 2004 и в 2005 годах, а в весовой категории до 66 кг в Альмерии выиграл золотую медаль на Средиземноморских играх 2005 года и бронзовую медаль на чемпионате Европы 2006 года в Москве. 
В 2007 году он получил травму шеи. В конце 2009 года он был дисквалифицирован на 1 год за три нарушения антидопингового контроля. В сентябре 2010 года возглавил французскую национальную сборную. Позже он стал тренером в Баньоле.

## Спортивные результаты
- Чемпионат мира по борьбе среди кадетов 1995 — ;
- Чемпионат Европы по борьбе среди юниоров 1996 — ;
- Средиземноморские игры 2005 — ;
- Чемпионат Европы по борьбе 2006 — ;

## Известные воспитанники
- Итаев, Саид-Ахмед Махмудович — призёр Средиземноморских игр